# Датта (село)
Датта́ (рос. Датта) — село у складі Ванінського району Хабаровського краю, Росія. Адміністративний центр Даттинського сільського поселення.

## Географія
Село розташоване за 27 кілометрів (по дорозі) від райцентру Ваніно. Село розташоване в низині сопок, на піщаному півострові, у гирлі річки Тумнін.

### Клімат
Помірний мусонний клімат з досить різкими добовими перепадами температури. Однак, завдяки розташуванню, у Датті свій мікроклімат, що помітно відрізняється від найближчих населених пунктів в гіршу сторону.
Оскільки Датта знаходиться на півострові і з трьох боків оточена водою, тут цілий рік висока вологість, а у весняно-літні місяці нерідко густі тумани, які можуть стояти цілодобово і безпросвітно тижнями. Частота накриття туманами падає з прогріванням морської води у протоці тільки до серпня.
У зимові місяці тут також помітно холодніше. Крім високої вологості, по долині річки Тумнін майже постійно дмуть сильні західні вітри, проганяючи великі маси холодного континентального повітря (особливість мусонного клімату).
Незважаючи на несприятливий і холодний клімат (листя на тополях з'являється тільки до середини червня) в Датті багато городів, на яких успішно росте скоростигла картопля і овочі. Це пояснюється в першу чергу наявністю тільки тут, на півострові, м'якого піщаного ґрунту.

## Історія
Село Датта є одним з найстаріших поселень на території нинішнього Ванінского району. На даному місці довгий час було стійбище орочів «Датта» (тобто «Гирло»), з огляду на зручне для риболовлі розташування. Достеменно, скільки часу на даному місці живуть люди — поки не відомо, але у 2008 році жителі відзначили 160-річчя з дня утворення поселення. У 1938 році тут засновано село, згодом риболовецький колгосп.
Ороцький пункт Датта був відомий ще до Амурської експедиції. Вважається, що в цьому місці робив зупинку француз, морський мандрівник і дослідник Тихого океану Лаперуз. Мис на північному сході бухти, куди впадає річка Тумнін, довгий час на морських картах мав подвійну назву Лессепс-Датта (за іменем Бартоломея Лессепса — учасника експедиції, який в той час був службовцем французького посольства в Росії). Назву Датта за мисом залишено рішенням Хабаровського крайвиконкому від 18 січня 1952 року.
У кінці 19 століття тут проходила морська експедиція Бошняка.
У 1908—1910 рр. при дослідженні Північного Сіхоте-Аліня тут проходив В. К. Арсеньєв. У своєму «Короткому військово-географічному та військово-статистичному нарисі Уссурійського краю 1901—1911 рр.», Виданому в Хабаровську в 1912 році, він писав, що Датта в 1906 році мала в своєму складі один будинок з населенням у 8 осіб. Першими росіянами у Датті була політично неблагонадійна сім'я Савенкова, що з'явилася тут у 1903 році.

## Населення
Населення — 652 особи (2010; 786 у 2002).
Національний склад (станом на 2002 рік):
- росіяни — 76 %

| 1939 | 2002 | 2010 | 2011 | 2012 |
| ---- | ---- | ---- | ---- | ---- |
| 839  | ↘786 | ↘652 | ↘647 | ↗658 |

### Господарство
Містоутворюючим підприємством села є рибальська артіль (в радянські роки — риболовецький колгосп ім. 50-річчя Жовтня), яке здійснює видобуток і переробку риби і морепродуктів (до розвалу СРСР продукція колгоспу зважаючи на виключно високу якість майже не надходила в торговельну мережу, практично повністю йшовши на «спецзамовлення»), ведеться лісозаготівля. При СРСР була тваринницька і молочно-товарна ферма (припинили своє існування), велася лісозаготівля, були спроби обробітку технічних культур (також припинилися з кінцем Радянської влади). Зі східного боку села є великий піщаний «дикий» пляж.
Риболовецька артіль с. Датта (спочатку це був рибоконсервний завод, потім рибобаза, потім колгосп «50 років Жовтня») має у власності 5 суден рибальського флоту, обробний цех на 200 тонн рибопродукції на добу, консервний цех на 30 тис. умовних банок на добу. Видобуток риби і морепродуктів проводиться в гирлах річок Татарської протоки, а також у водах Охотського, Японського і інших морів. Основними промисловими об'єктами є: минтай, оселедець, сайра, лососеві, краби, морська капуста. Підприємство має власну берегову базу і випускає морожену, солону, копчену рибопродукцію, а також високоякісні консерви.
Голова правління останні 30 років — Давид Якович Фукс.

## Фотогалерея

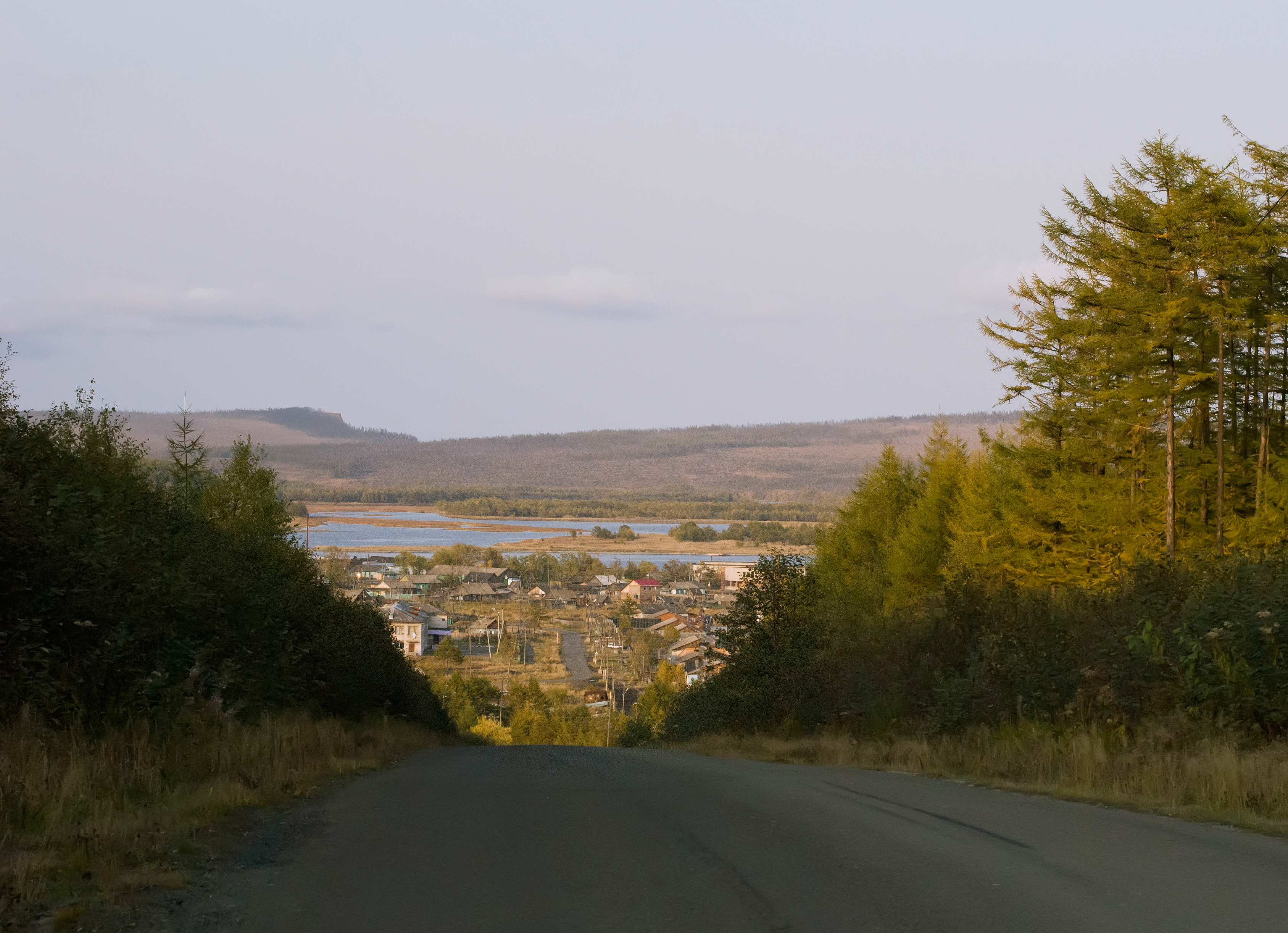
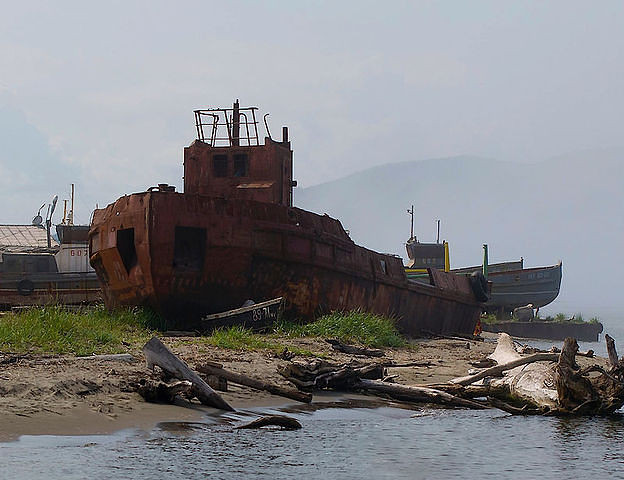
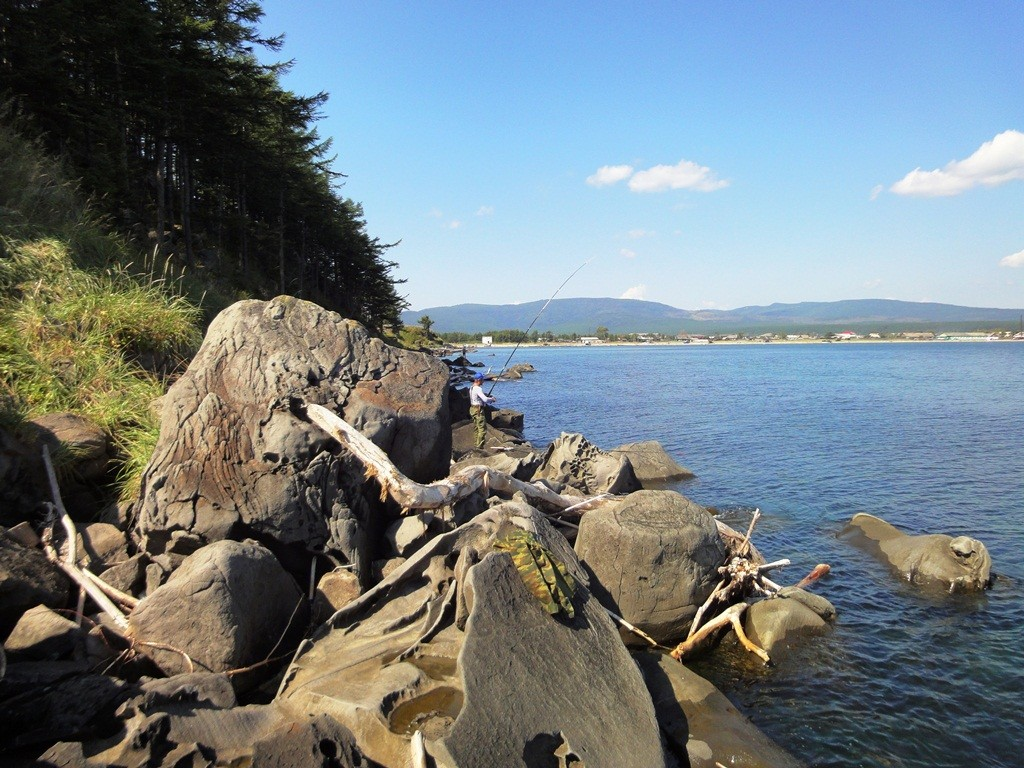
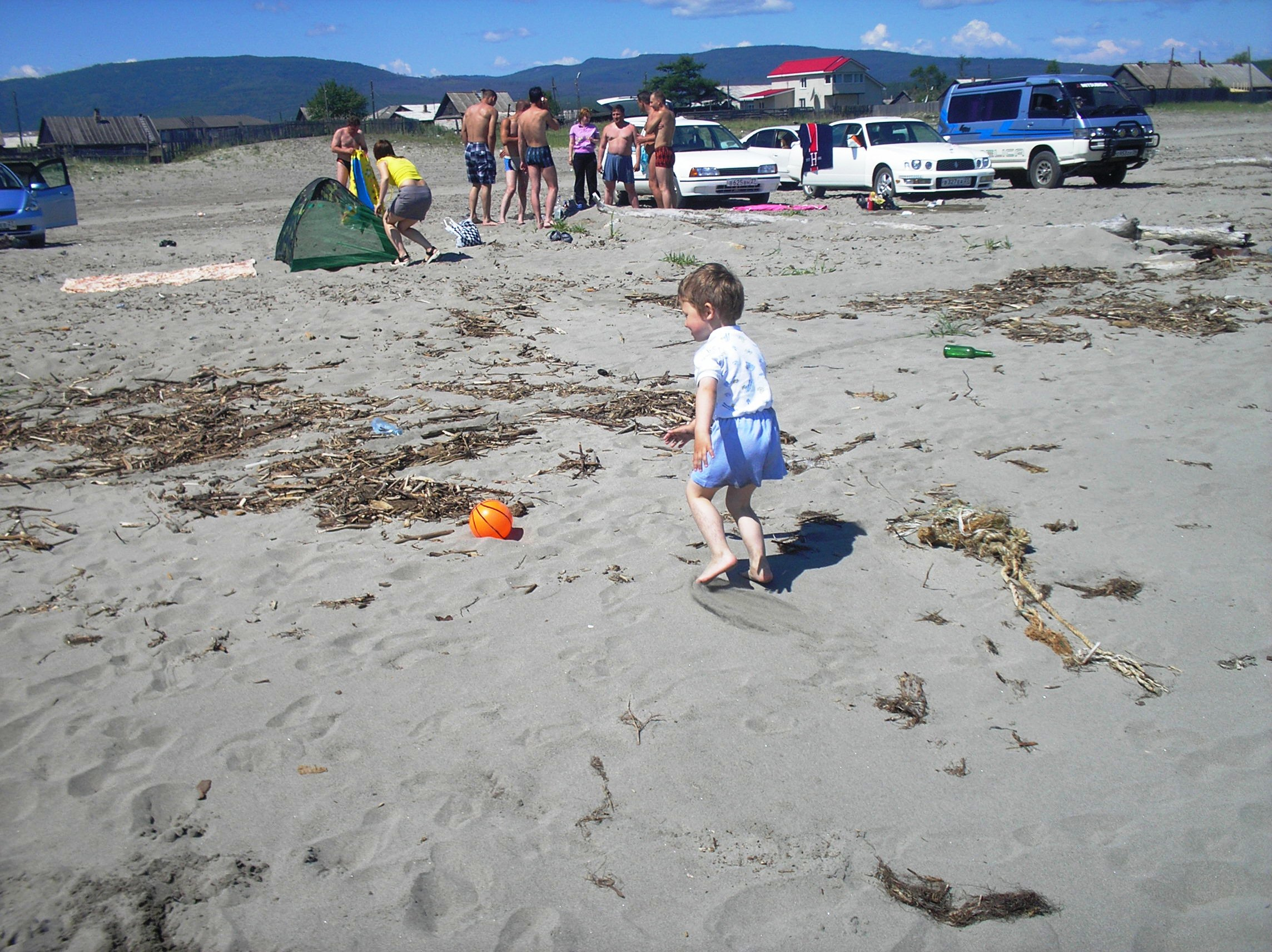
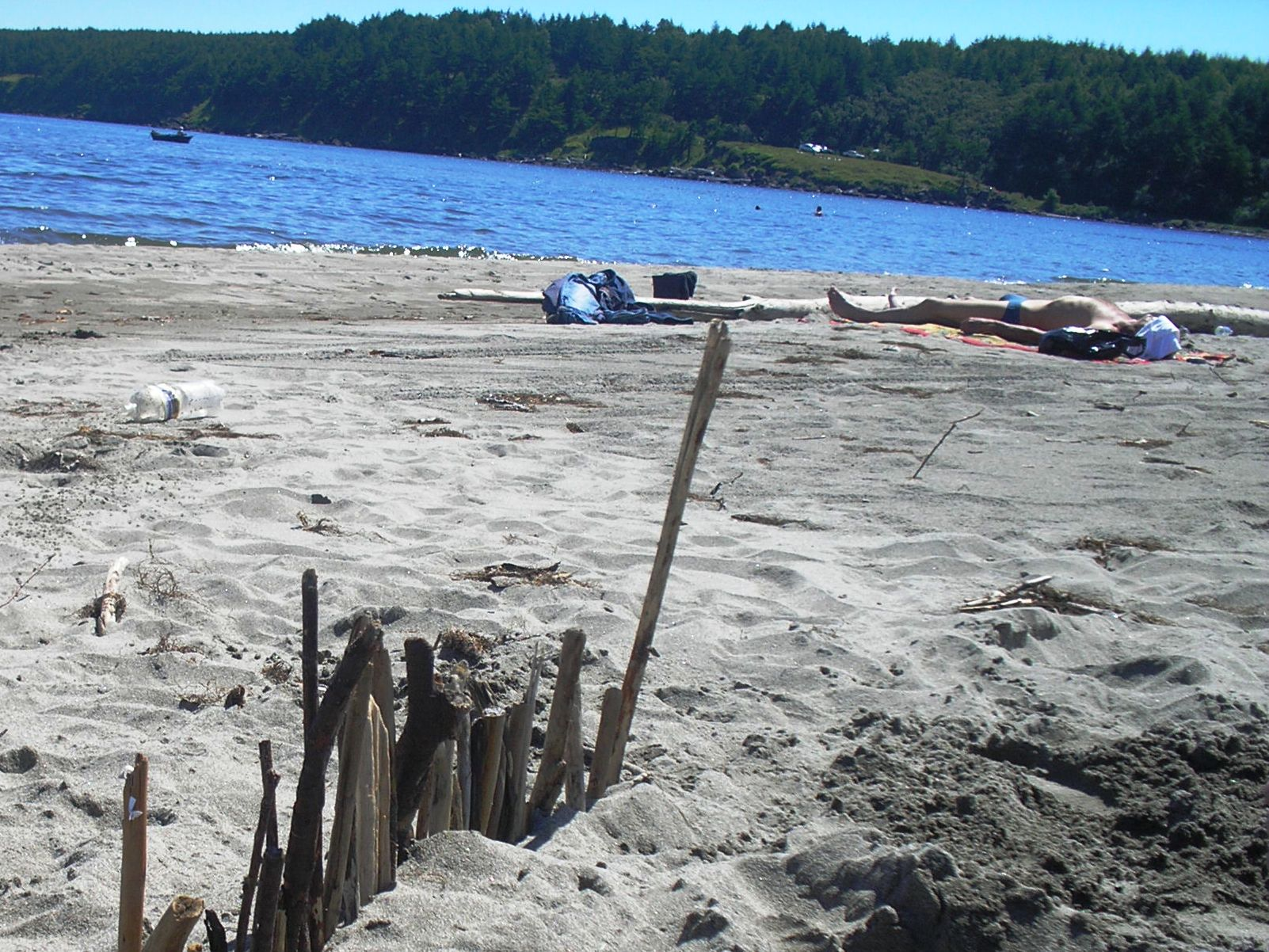

### Транспорт
Село Датта зв'язане автомобільною дорогою з районний центром — селищем Ваніно, щодня ходить муніципальний автобус міжміського сполучення маршрут № 103. Найближча залізнична станція Ландиші знаходиться в 6 кілометрах від села. Дороги села перед розвалом СРСР були забетоновані, зараз покриття підтримується в задовільному стані, у міру можливостей.